# 1938-as labdarúgó-világbajnokság (döntő)
Az 1938-as labdarúgó-világbajnokság döntőjét 1938. június 19-én rendezték a párizsi Stade Olympique Yves-du-Manoir-ban. Ez volt a labdarúgó-világbajnokságok történetének harmadik fináléja. A döntőben a világbajnoki címvédő Olaszország és Magyarország találkozott.
A világbajnoki címet Olaszország hódította el, miután 4–2-re megnyerte a mérkőzést. Olaszország volt az első nemzet, amely kétszer egymás után meg tudta nyerni a világbajnokságot.

## Út a döntőig

### Eredmények
| Olaszország   | Olaszország | Forduló      | Magyarország  | Magyarország |
| ------------- | ----------- | ------------ | ------------- | ------------ |
| Ellenfél      | Végeredmény |              | Ellenfél      | Végeredmény  |
| Norvégia      | 2–1 (h. u.) | Nyolcaddöntő | Holland India | 6–0          |
| Franciaország | 3–1         | Negyeddöntő  | Svájc         | 2–0          |
| Brazília      | 2–1         | Elődöntő     | Svédország    | 5–1          |

## A döntő részletei
| 1938. június 19. 17:00 CEST |

| Olaszország                   | 4–2               | Magyarország         |
| ----------------------------- | ----------------- | -------------------- |
| Colaussi 6' 35' Piola 16' 82' | (3–1) Jegyzőkönyv | Titkos 8' Sárosi 70' |

| Stade Olympique Yves-du-Manoir, Párizs Nézőszám: 45 000 Játékvezető: Georges Capdeville (francia) |

| Olaszország | Magyarország |

| OLASZORSZÁG:         |  |                     |
|                      |  |                     |
| GK                   |  | Aldo Olivieri       |
| DF                   |  | Alfredo Foni        |
| DF                   |  | Pietro Rava         |
| MF                   |  | Pietro Serantoni    |
| MF                   |  | Michele Andreolo    |
| MF                   |  | Ugo Locatelli       |
| FW                   |  | Amedeo Biavati      |
| FW                   |  | Giuseppe Meazza (C) |
| FW                   |  | Silvio Piola        |
| FW                   |  | Giovanni Ferrari    |
| FW                   |  | Gino Colaussi       |
| Szövetségi kapitány: |  |                     |
| Vittorio Pozzo       |  |                     |

| MAGYARORSZÁG:        |  |                  |
|                      |  |                  |
| GK                   |  | Szabó Antal      |
| DF                   |  | Polgár Gyula     |
| DF                   |  | Bíró Sándor      |
| MF                   |  | Szalay Antal     |
| MF                   |  | Szűcs György     |
| MF                   |  | Lázár Gyula      |
| FW                   |  | Sas Ferenc       |
| FW                   |  | Zsengellér Gyula |
| FW                   |  | Sárosi György    |
| FW                   |  | Vincze Jenő      |
| FW                   |  | Titkos Pál       |
| Szövetségi kapitány: |  |                  |
| Dietz Károly         |  |                  |

| Az 1938-as labdarúgó-világbajnokság győztese |
| -------------------------------------------- |
| OLASZORSZÁG 2. cím                           |